# Rio Dracu (Jiu)
O Rio Dracu é um rio da Romênia, afluente do Baleia, localizado no distrito de Hunedoara.